# مقابر العمود
مقابر العمود هي مقبرة للمسلمين، تقع بمنطقة كرموز بحي غرب بمدينة الإسكندرية في مصر، سُميت بهذا الاسم نسبة إلى عمود السواري الذي يقع بجوار المقابر مباشرة، تُعتبر أكبر مقبرة للمسلمين في الإسكندرية إذ تبلغ مساحتها حوالي 42 فدان، لها أربعة أبواب يطلق عليها سكان مدينة الإسكندرية تسميات "باب السبيل"، و"الباب الوسطاني"، و"الباب الأخير"، و"باب الرحمة".

## التاريخ
لا يُعرف بشكل محدد تاريخ بداية استغلالها كمقابر للمسلمين، إذ أنها أٌقيمت على أطلال مقابر رومانية قديمة، لكن يُعتقد أن يكون بعد فتح الإسكندرية سنة 641 بعشرات السنوات، إلا أن أول ذكر موثق لها كان سنة 1868 في خريطة لمدينة الإسكندرية رسمها "ل. بارو"، وهو طالب سابق في المدرسة الإمبراطورية للفنون والحرف، تحت اسم "مقابر العرب"، وفي يونيو 1884 أٌعيد تحديثها وتنظيمها وردم الحفر الكائنة وسطها وذلك بقرار من نظارة الداخلية، وفي 5 يناير 1890 صدر الأمر العالي بإنشاء المجلس البلدي لمدينة الإسكندرية، وشُكلت لجنة أُطلق عليها "لجنة الجبانات"، نٌقل إليها مسئولية إدارة كافًة مقابر الإسكندرية بما فيها مقابر العمود، وفي 19 أبريل 1966 صدر القانون رقم 5 والذي نُقلت بموجبه إدارة المقابر داخل مصر إلى المجالس الشعبية المحلية في كل محافظة.

## أشهر المدفونين
- طلعت زكريا (2019).[8]
- سامي فهمي (2022).[9]

## معرض الصور

خريطة للإسكندرية نُشرت سنة 1868 ذُكرت فيها المقابر باسم "مقابر العرب"
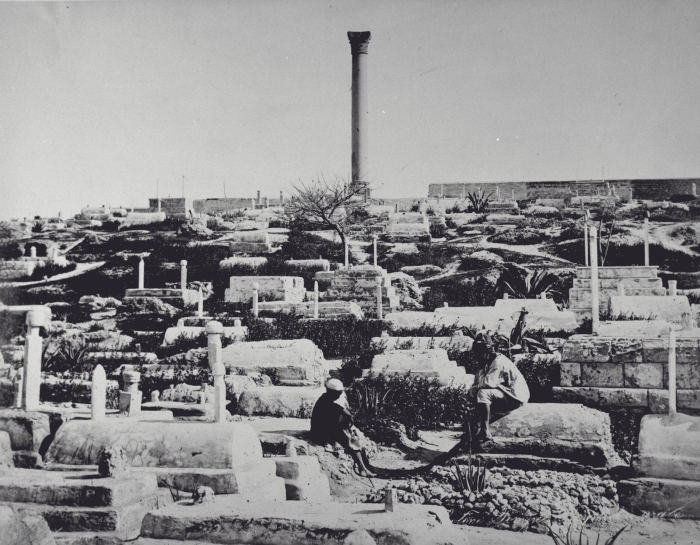
صورة للمقابر اُلتقطت بين عامي 1870 و 1892
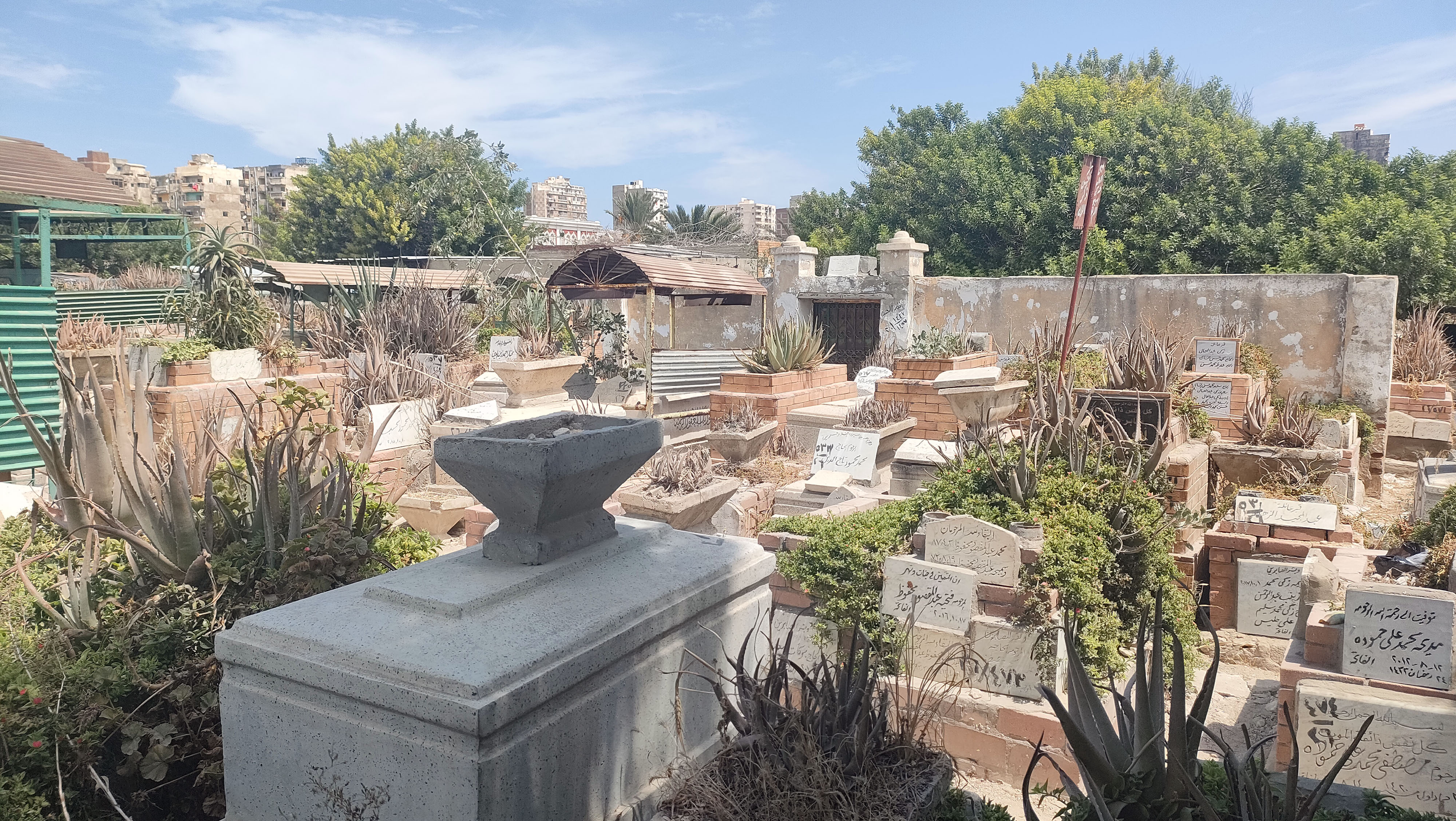
المقابر حاليًا